# Бирюков, Павел Иванович
Па́вел Ива́нович Бирюко́в (3 (15) ноября 1860, с. Ивановское, Семёновская волость, Костромской уезд, Костромская губерния — 10 октября 1931, Женева, Швейцария) — русский публицист и общественный деятель. Известен как крупнейший биограф, друг и последователь Л. Н. Толстого.

## Биография

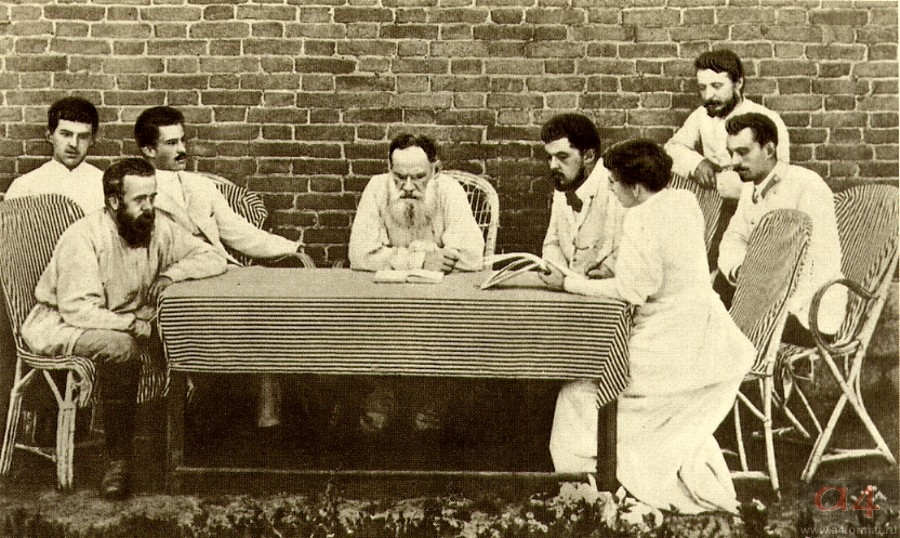
Л.Н.Толстой и его помощники составляют списки крестьян, нуждающихся в помощи. Слева - П.И. Бирюков. 1892 г.

П. Бирюков родился в дворянской семье. Учился в Пажеском корпусе, морском училище, в 1884 г. окончил гидрографическое отделение Морской академии. Работал в «Главной физической обсерватории» (ГФО) в Санкт-Петербурге.
Затем П. Бирюков вышел в отставку и стал заведовать основанным Л. Н. Толстым и В. Г. Чертковым издательством «Посредник». В 1892 трудился в столовых Самарской губернии, устроенных Толстым во время голода. В 1895 г. ездил на Кавказ для исследования духоборческого движения. За составленное им воззвание в пользу духоборов «Помогите» был выслан в 1897 в Курляндскую губернию. Через год ему было разрешено уехать за границу, где он пробыл до 1907. В Женеве одним из его гостей был В. И. Ленин. В дальнейшем П. Бирюков проводил значительное время как в России, так и в Швейцарии, Великобритании и Канаде.
Принимал значительное участие в создании музеев Льва Толстого. В 1920-х годах руководил рукописным отделом в московском Музее Толстого, став первым его хранителем.
В 1923 г. в соответствии с давним замыслом уехал в Канаду к духоборам. Здесь он тяжело заболел и был перевезён женой в Швейцарию, где в 1931 скончался.

## Деятельность
Писал в «Кронштадтском Вестнике», «Русском Богатстве» (ред. Л. Е. Оболенский), «Неделе», «Юной России», «Духовном Христианине». Составил ряд очерков для народного чтения в издательстве «Посредник». За границей издавал сборники «Свободное Слово» и журнал «Свободная Мысль».
Значительную часть его деятельности в эмиграции составляло написание и публикация брошюр пропагандистского характера на английском языке совместно с В. Чертковым. Небольшие по объёму, многие из них издавались год за годом, определённым образом настраивая общество. Среди наиболее издаваемых была брошюра о духоборах «Christian Martyrdom in Russia» (Христианское мученичество в России).
В 1901 г. напечатал книгу «Духоборы».
Главный его труд — 4-томная биография Толстого. Она заключает в себе обильный материал, касающийся жизни, личности и творчества Л. Н. Толстого. Здесь впервые были опубликованы многие письма Толстого, отрывки дневников, воспоминания детства и т. д. Начатая ещё при жизни писателя и благодаря возможности консультаций у него написанная чрезвычайно содержательно, она была переведена на многие иностранные языки.